# Општина Домаљевац-Шамац
Општина Домаљевац-Шамац је општина у Федерацији Босне и Херцеговине, БиХ. Једна је од три општине у Посавском кантону. Административно седиште општине је насеље Домаљевац.

## Насељена мјеста
Општина је формирана после потписивања Дејтонског мировног споразума од дела општине Шамац, која је већим делом припала Републици Српској. У састав Федерације БиХ ушла су насеља Домаљевац, Базик те делови насељених места Брвник, Гребнице и Тишина, од којих је формирана општина Домаљевац-Шамац.

## Становништво
Према попису становништва из 2013. године у општини је живело 4.771 становника. Већина се изјаснила као Хрвати којих је било 97,1%, затим следе Срби са 1,9% и Бошњаци са 0,4% становништва.
| Национални састав према попису из 2013. године‍ | Национални састав према попису из 2013. године‍ | Национални састав према попису из 2013. године‍ | Национални састав према попису из 2013. године‍ | Национални састав према попису из 2013. године‍ |
| ---------------------------------------------- | ---------------------------------------------- | ---------------------------------------------- | ---------------------------------------------- | ---------------------------------------------- |
|                                                |                                                |                                                |                                                |                                                |
| Хрвати                                         | Хрвати                                         |                                                | 4.634                                          | 97,1%                                          |
| Срби                                           | Срби                                           |                                                | 92                                             | 1,9%                                           |
| Бошњаци                                        | Бошњаци                                        |                                                | 17                                             | 0,4%                                           |
| остали и непознато                             | остали и непознато                             |                                                | 28                                             | 0,6%                                           |